# Neuer Jüdischer Friedhof Smíchov

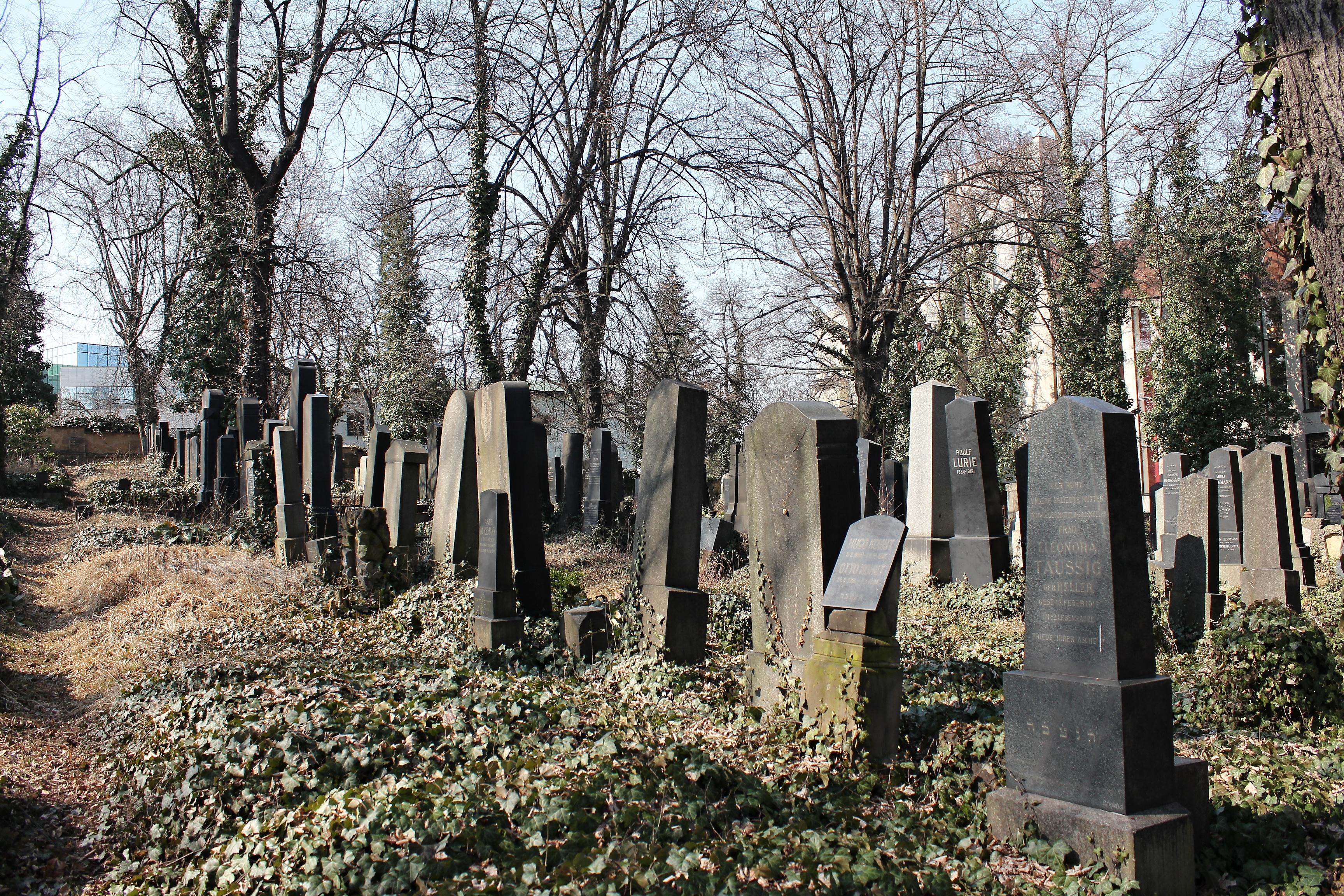
Der neue jüdische Friedhof in Prag-Smíchov (2012)

Der Neue jüdische Friedhof Smíchov ist eine Abteilung des Friedhofs Malvazinky im westlich der Moldau gelegenen Prager Stadtteil Smíchov.
Auf dem 6205 m² großen jüdischen Friedhof befinden sich etwa 800 Grabsteine. Er wurde im Jahr 1903 angelegt und ersetzte den bis dahin genutzten jüdischen Friedhof in Prag-Smíchov.